# Perovskita

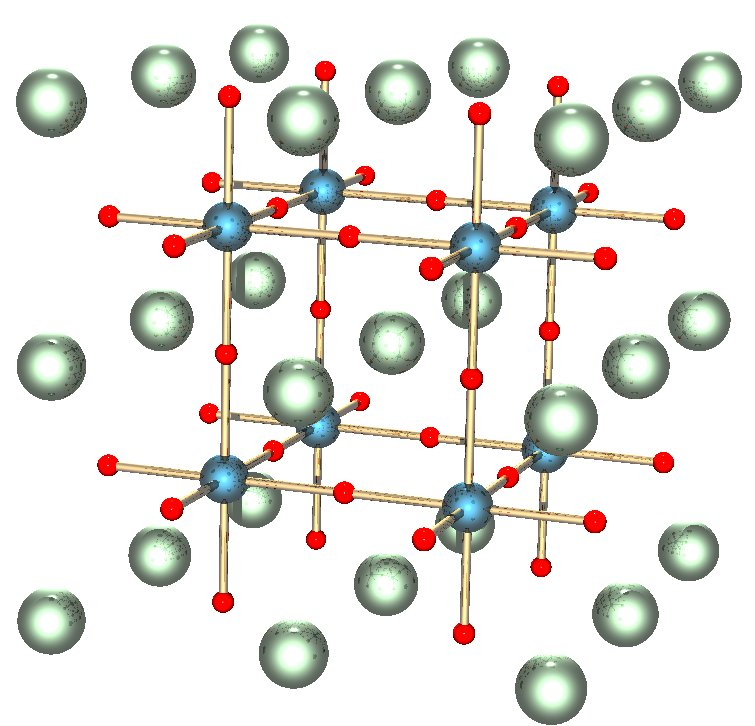
Estructura de la perovskita. Las esferas rojas son átomos de oxígeno, las de azul oscuro son los pequeños cationes del metal B, y las verdes son los cationes metálicos A más voluminosos

La perovskita es un mineral  del grupo IV (óxidos) según la clasificación de Strunz; es un trióxido de titanio y de calcio (CaTiO3). Es un mineral relativamente raro en la corteza terrestre. La perovskita se cristaliza en el sistema cristalino ortorrómbico (pseudocúbico). Se encuentra en contacto con rocas metamórficas y asociada a máficas intrusivas, sienitas nefelinas, y raras carbonatitas. Fue descubierta en los Montes Urales de Rusia por Gustav Rose en 1839 y nombrada en honor al mineralogista ruso, L. A. Perovski (1792-1856).
Su nombre también se aplica a la clase de compuestos, incluyendo los sintéticos, que tienen el mismo tipo de estructura cristalina que el CaTiO3 (XIIA2+VIB4+X2−3), conocida como estructura de perovskita. En esta estructura se pueden incrustar muchos cationes diferentes, lo que permite el desarrollo de diversos materiales de ingeniería.

## Estructura
Se llama también perovskita a un grupo más general de cristales que presentan la misma estructura. La fórmula química básica sigue el patrón ABO3, donde A y B son cationes de diferentes tamaños (por ejemplo, LaMnO3). A es un catión grande y puede ser un alcalino, alcalinotérreo o lantánido, y B es un catión de tamaño medio con preferencia por la coordinación octaédrica, normalmente un metal de transición. La estructura perovskita se puede considerar relacionada con la del trióxido de renio, ReO3, donde las vacantes ordenadas -25%- del empaquetamiento compacto de oxígenos son ocupadas por el catión más voluminoso, A.
La estructura perovskita es adoptada por muchos sólidos inorgánicos con estequiometría ABX3. No siempre son óxidos metálicos mixtos; en la elpasolita (K2NaAlF6) tenemos el ejemplo de una familia de fluoruros importantes; la criolita (Na3AlF6) está relacionada con ella.
Formada bajo las condiciones de alta presión del manto de la Tierra; la forsterita olivino (MgSiO3) es un isomorfo; la perovskita puede ser el mineral más abundante de la Tierra.

## Aplicaciones
Recientemente se ha empleado la perovskita (en realidad no se utiliza el mineral perovkista sino una combinación orgánica inorgánica que tiene una estructura de perovskita) en la fabricación de células solares de película fina. Los compuestos de perovskita son relativamente fáciles y baratos de producir. La eficiencia de estas células solares se ha incrementado desde un 3,8% en 2009,  un 20,1% en 2014 a un 26.9% en 2024 (en células de doble tándem con silicio), convirtiendo esta tecnología en la de mayor crecimiento hasta la fecha. Los análisis detallados calculan que el límite teórico de la eficiencia de esta tecnología se sitúa en torno al 31%, aproximándose al límite de Shockley–Queisser del arseniuro de galio (33%).
Sus altas eficiencias y bajos costes de producción sitúan a las células solares de perovskita como una atractiva opción comercialmente viable, y algunas empresas ya han mostrado su interés en este tipo de módulos.